# Liverpool Fútbol Club
Il Liverpool Fútbol Club è una società calcistica uruguaiana della città di Montevideo, situata nel quartiere di Belvedere. È stata fondata il 15 febbraio 1915 e attualmente milita nella Primera División uruguaiana. Dal 1938 disputa le partite casalinghe allo Stadio Belvedere.

## Storia
Il club affonda le sue radici già nel 1908, quando a Montevideo, all'interno della scuola cattolica cappuccina sita nel quartiere di Nuevo París, venne creata una squadra studentesca di calcio che il 15 febbraio 1915 assunse ufficialmente il nome di Liverpool Fútbol Club. La scelta di tale denominazione era dovuta alla grande popolarità del calcio inglese in quel periodo storico, oltre al fatto che la maggior parte delle navi commerciali che approdavano a Montevideo proveniva dal porto di Liverpool. Come colori sociali vennero scelti il blu e il nero in omaggio a due affermate squadre calcistiche di Montevideo dell'epoca, rispettivamente il Titán e il Defensa.
Nel 1968 il Liverpool conquistò il suo primo trofeo importante, ovvero la vittoria nel cosiddetto "Torneo Relámpago", competizione di preparazione per il campionato uruguaiano di quell'anno.
Nel 2019 ottenne il suo secondo titolo con la vittoria del Torneo Intermedio, battendo in finale ai rigori il River Plate.
Nel 2020 conquistò la Supercoppa uruguaiana, sconfiggendo il Nacional, campione uruguaiano 2019, con un punteggio di 4-2 nei tempi supplementari. In seguito, vinse con due giornate di anticipo il Torneo Clausura 2020, battendo nuovamente il Nacional per 4-0 allo Stadio Gran Parque Central. Questo torneo si disputò all’inizio del 2021 a causa della pausa dovuta alla pandemia di COVID-19.
Nel 2023 si laureò nuovamente campione della Supercoppa uruguaiana, battendo il Nacional per 1-0, e vinse anche il Torneo Intermedio, superando in finale il Defensor Sporting Club con lo stesso risultato.
Sempre nel 2023 il club conquistò per la prima volta nella sua storia sia il Torneo Clausura che il campionato uruguaiano, giocando su tutti i campi senza eccezioni e vincendo le finali contro il Peñarol. Tale trionfo spezzò l'egemonia del duo costituito da Nacional e Peñarol, che avevano vinto alternativamente il campionato uruguaiano dalla stagione 2014-2015 alla stagione 2022; fu inoltre la prima vittoria assoluta di una squadra nel campionato uruguaiano dal 1990, quando a vincere il suo primo titolo nazionale fu il Club Atlético Bella Vista.

## Rosa 2025
| N. |                      | Ruolo | Calciatore      |
| -- | -------------------- | ----- | --------------- |
| 2  | Uruguay (bandiera)   | D     | Martín Rea      |
| 4  | Uruguay (bandiera)   | D     | Facundo Perdomo |
| 6  | Uruguay (bandiera)   | C     | Santiago Milano |
| 7  | Argentina (bandiera) | C     | Nicolás Vallejo |
| 8  | Paraguay (bandiera)  | C     | Hugo Quintana   |
| 9  | Uruguay (bandiera)   | A     | Renzo Machado   |
| 10 | Uruguay (bandiera)   | A     | Abel Hernández  |
| 11 | Uruguay (bandiera)   | A     | Facundo Núñez   |
| 13 | Uruguay (bandiera)   | A     | Alfonso de Luca |
| 14 | Uruguay (bandiera)   | D     | Jean Rosso      |
| 15 | Uruguay (bandiera)   | C     | Diego Rodríguez |
| 16 | Uruguay (bandiera)   | A     | Lucas Acosta    |
| 17 | Uruguay (bandiera)   | A     | Nahuel Soria    |

| N. |                      | Ruolo | Calciatore           |
| -- | -------------------- | ----- | -------------------- |
| 18 | Uruguay (bandiera)   | D     | Agustín Cayetano     |
| 19 | Argentina (bandiera) | C     | Ezequiel Forclaz     |
| 20 | Uruguay (bandiera)   | C     | Martín Rabuñal       |
| 21 | Uruguay (bandiera)   | P     | Sebastián Lentinelly |
| 23 | Uruguay (bandiera)   | D     | Enzo Castillo        |
| 24 | Uruguay (bandiera)   | D     | Kevin Amaro          |
| 25 | Uruguay (bandiera)   | P     | Emiliano Márquez     |
| 26 | Argentina (bandiera) | D     | Nicolas Cabral       |
| 27 | Uruguay (bandiera)   | D     | Bryan Bentaberry     |
| 31 | Uruguay (bandiera)   | C     | Lucas Wasilewsky     |
| 32 | Uruguay (bandiera)   | D     | Francisco Bregante   |
| 80 | Uruguay (bandiera)   | C     | Gonzalo Nápoli       |

## Palmarès

### Competizioni nazionali
- Campionato uruguaiano: 1

2023
- Torneo Intermedio: 3

2019, 2023
- Supercoppa uruguaiana: 3  (record)

2020, 2023, 2024
- Segunda División Profesional de Uruguay: 3

1966, 1987, 2002
- Divisional Extra de Fútbol de Uruguay: 1

1916
- Divisional Intermedia de Fútbol de Uruguay: 2

1919, 1937

### Altri piazzamenti
- Campionato uruguaiano:

Secondo posto: Apertura 1995, Apertura 1997, Apertura 2009
Terzo posto: 1971, 1974, 1975, Clausura 2003, Clausura 2008, Clausura 2012, Apertura 2015

## Giocatori

### Vincitori di titoli
Calciatori campioni olimpici di calcio
- Pedro Etchegoyen (Parigi 1924)
- José Naya (Parigi 1924)
- Humberto Tomassina (Parigi 1924)
- Fausto Batignani (Amsterdam 1928)

## Divise
| 1917 | 1919-presente | 1970 | 1995 | 2006 - Trasferta |